# Panicum hillmanii
Panicum hillmanii är en gräsart som beskrevs av Mary Agnes Chase. Panicum hillmanii ingår i släktet vipphirser, och familjen gräs. Inga underarter finns listade i Catalogue of Life.